# فيلهلم السادس (لاندغراف هسن-كاسل)
فيلهلم السادس (23 مايو 1629 - 16 يوليو 1663)؛ المعروف باسم فيلهلم العادل، كان لاندغراف هسن-كاسل منذ عام 1637 حتى عام 1663.

## السيرة الذاتية
وُلِد في كاسل، فهو ابن فيلهلم الخامس (الذي خلفه) وزوجته أمالي إليزابيث من هاناو-مونتسنبرغ حفيدة فيليم الصامت أمير أورانيا، ظلت والدته وصية عليه حتى بلغ سن الرشد، وعلى الرغم من هزيمة هسن-كاسل في حرب الثلاثين عامًا، إلا أن والدته الحاكمة لم ترغب على الاعتراف باتفاقية عام 1627، بحيث كان لها أفكار أخرى وقادت هسن-كاسل في عام 1645 إلى حرب دامية ضد هسن-دارمشتات، بدأت هذه الحرب عندما بدأت قواته في حصار مدينة ماربورغ، بعد ثلاث سنوات في عام 1648، انتهت الحرب بانتصار كاسل، على الرغم من أن دارمشتات استفادت منها أيضًا، انتقلت السيطرة على أراضي ماربورغ إلى لاندغراف هسن-كاسل بعد فسخ الاتفاقية والتوصل إلى اتفاقية جديدة، نجح فيلهلم السادس فيما حاول أسلافه فعله دون جدوى منذ عام 1604، وهو إنهاء تقسيم لاندغرافية هسن-ماربورغ المتنازعة عليها، وضم أراضي ماربورغ إلى هسن-كاسل.
بعد هذه الحروب، اهتم فيلهلم بشكل خاص بتوسيع الجامعات ضمن نطاقه وتأسيس المزيد من الجامعات الجديدة، ولحل الخلاف نهائيًا مع حكام هسن-دارمشتات، سلم فيلهلم إلى غيورغ الثاني الأراضي المحيطة حول غيسن، بالإضافة إلى بيدينكوبف.
قبل وفاته بفترة وجيزة، انضم فيلهلم إلى رابطة الراين عند تأسيسها عام 1658، وسعى أيضًا إلى تحقيق اتحاد بين رعاياه اللوثريين والإصلاحيين، أو على الأقل إلى تخفيف الكراهية المتبادلة بينهم. في عام 1661، عقد ندوة في كاسل بين علماء اللاهوت اللوثريين من جامعة رينتلن وعلماء اللاهوت الإصلاحيين من جامعة ماربورغ .
توفي فيلهلم السادس في هاينا عام 1663، خلفه ابنه الأكبر فيلهلم السابع، على الرغم من أنه - لم يبلغ السن القانونية بعد - ظل تحت وصاية والدته هيدفيغ صوفي من براندنبورغ حتى وفاته المبكرة في عام 1670.

## الزواج والذرية
تزوج من مارغرافين هيدفيغ صوفي من براندنبورغ، ابنة غيورغ فيلهلم ناخب براندنبورغ وإليزابيث شارلوت من بالاتينات تعتبر أيضا حفيدة فيليم الصامت، وأنجبت:
- شارلوت أمالي (1650-1714)، تزوجت من كريستيان الخامس ملك الدنمارك والنرويج، لهما ذرية.
- فيلهلم السابع (1651–1670)، لاندغراف هسن-كاسل، غير متزوج.
- لويز (11 سبتمبر - 23 أكتوبر 1652)
- كارل (3 أغسطس 1654 - 23 مارس 1730)، لاندغراف هسن-كاسل خلفه شقيقه، تزوج من ماريا أماليا من كورلاند، لهما ذرية.
- فيليب (14 ديسمبر 1655 - 18 يونيو 1721)، لاندغراف هسن-فيليبستال ، تزوج من الكونتيسة كاتارينا أماليا فون زولمس-لاوباخ.
- غيورغ (1658–1675).
- إليزابيث هنرييت (8 نوفمبر 1661 - 27 يونيو 1683)؛ تزوجت من فريدرش ولي عهد براندنبورغ، لهم ابنة واحدة.